# ديالو جويديلي
ديالو جويديلي (بالفرنسية: Diallo Guidileye)‏ هو لاعب كرة قدم دولي موريتاني محترف (من مواليد 30 ديسمبر 1989)، ينشط كلاعب وسط مدافع في نادي غنتشلربيرليغي المنافس ضمن أندية دوري الدرجة الأولى التركي منذ صيف 2017 حينما انضمّ له قادماً من نادي نانسي الفرنسي.

## المسيرة الدولية
غويديلي مولود في موريتانيا لأسرة موريتانية، لكنه هاجر في سنٍّ مبكرة إلى فرنسا، لذلك حمَل جنسية مزدوجة (جنسية موريتانيا وفرنسا)، لكنه بدأ لعِب كرة القدم في الفئات السنية هناك في فرنسا، حتى تمّ استدعاؤه لمنتخب فرنسا أقلّ من 19 سنة، ثمّ مثّل منتخب الشباب (أقلّ من 20 سنة)، وأكمل مشوار الفئات السنية مع منتخب فرنسا أقل من 21 سنة.

في عام 2009 شارك مع منتخب الفرنسي للشباب في بطولة كرة القدم في ألعاب البحر الأبيض المتوسط التي أُقيمت في مدينة بيسكارا الإيطالية بين نهاية يونيو وبداية يوليو 2009، وحلّ رفقة الديوك في المرتبة الرابعة في البطولة التي شارك في جميع مباريات منتخبه فيها؛ في أول مباراة لعب اللقاء كاملاً حين الفوز على منتخب تركيا بنتيجة 2–0، وشارك في الشوط الثاني كاملاً من لقاء الفوز على منتخب مالطه 1–0، الفوز الذي مكّن شباب فرنسا من التصدّر والتأهّل بالتالي للدور نصف النهائي الذي واجهوا فيه منتخب إسبانيا، حيث لعب ديالو أساسياً أيضاً (حتى استُبدل في الدقيقة 56') في المباراة التي خسرها زملاؤه بنتيجة 2–1، ثمّ شارك في مباراة تحديد المركزيْن الثالث والرابع التي خسرها منتخبه ضد منتخب ليبيا بركلات الترجيح 8–7 بعد نهاية المباراة بالتعادل السلبي، حيث شارك في اللقاء كاملاً واستطاع تسجيل ركلته في ضربات الترجيح.

## روابط خارجية
- ديالو جويديلي على موقع اتحاد تركيا (لاعب) (الإنجليزية)
- ديالو جويديلي على موقع قاعدة بيانات كرة القدم.إي يو (الإنجليزية)
- ديالو جويديلي على موقع ناشيونال فوتبول تيمز (الإنجليزية)
- ديالو جويديلي على موقع Soccerway.com (الإنجليزية)
- ديالو جويديلي على موقع عالم كرة القدم.نت (الإنجليزية)
- ديالو جويديلي على موقع AS.com (الإسبانية)